# Buteogallus urubitinga
La poiana nera maggiore (Buteogallus urubitinga (J.F.Gmelin, 1788)) è un uccello rapace della famiglia degli Accipitridi, diffuso nel Nuovo Mondo.

## Descrizione
È un rapace di media taglia, lungo 51-64 cm, con un peso di 600-1400 g.

## Biologia
Le sue prede sono piccoli roditori, uccelli, pesci, granchi e anfibi; è stato osservato anche mentre si nutre di carogne, assieme a avvoltoi e caracara.

## Distribuzione e habitat
La specie ha un ampio areale che si estende dal Messico, attraverso l'America Centrale e gran parte del Sud America, sino al nord dell'Argentina.

## Tassonomia
Sono note due sottospecie:
- Buteogallus urubitinga ridgwayi  (Gurney, 1884) - diffusa dal Messico sino alla parte occidentale di Panama
- Buteogallus urubitinga urubitinga  (J.F.Gmelin, 1788) - sottospecie nominale, diffusa dalla parte orientale di Panama sino al nord dell'Argentina.